# Gynoplistia neboissi
Gynoplistia neboissi là một loài ruồi trong họ Limoniidae. Chúng phân bố ở miền Australasia.